# Anne Lolk Thomsen
Anne Lolk Thomsen (født 15. maj 1983) er en dansk roer og tidligere kajakroer. Hun nåede blandt andet at blive verdensmester i toerkajak flere gange, inden hun stoppede i kajakken i slutningen af 2009. Herefter påbegyndte hun et samarbejde med roeren Juliane Elander Rasmussen, og parret kvalificerede sig til OL i London 2012.
Anne Lolk begyndte at ro kajak som tiårig i Troense Kajakklub på Tåsinge og roede for det danske landshold i perioden 2002-09. Hendes bedste resultater kom i toerkajak (K2), først sammen med Mette Barfoed og senere sammen med Henriette Engel Hansen. Hun har vundet VM på maratondistancen med begge disse: Barfoed i 2006 (samt sølv i 2003 og 2004 og bronze i 2005) og Engel i 2007, 2008 og 2009. På de korte distancer var hendes bedste sølv ved EM i 1000 m K2 med Barfoed i 2005 og 2006.
Hun stoppede sin kajak-karriere efter 2009-sæsonen. Få måneder efter påbegyndte hun et samarbejde med roeren Juliane Elander. Dette samarbejde skulle på to år føre parret og letvægtsdobbeltsculleren til en OL-kvalifikation i 2011. Dette lykkedes, da de i B-finalen ved VM i Bled sikrede sig den fornødne 2. plads, som var OL-kravet.